# Vườn quốc gia Mana Pools
Vườn quốc gia Mana Pools là một khu bảo tồn động vật hoang dã và vườn quốc gia nằm ở miền bắc Zimbabwe. Nó bao gồm một khu vực thấp của sông Zambezi, nơi lũ lụt đã tạo thành một dải những hồ nước rộng lớn sau mỗi mùa mưa. Các hồ theo mùa này là khu vực thu hút nhiều loài động vật lớn tìm kiếm nguồn nước, làm cho nó là một trong những khu vực quan sát các loài động vật tới uống nước nổi tiếng nhất của châu Phi.
Mana có nghĩa là " bốn " trong tiếng Shona, trong tham chiếu đến bốn hồ nước lớn tồn tại liên tục. Mana Pools có diện tích 2.500 km vuông là sông, đảo, bãi cát và hồ nước, với hai bên là những cánh rừng gỗ gụ, sung rừng và bao báp, là một trong những vườn quốc gia kém phát triển nhất ở khu vực Nam Phi. Một chương trình thủy điện trong những năm đầu thập niên 80 để điều tiết nguồn nước cung cấp vào vườn quốc gia. Đây là nơi tập trung lớn nhất của loài hà mã, cá sấu và quần thể động vật có vú lớn bao gồm cả voi và trâu rừng. Mana Pools đã được chỉ định một vùng đất ngập nước có tầm quan trọng quốc tế theo công ước Ramsar vào ngày 3 tháng 1 năm 2013.

## Hình ảnh

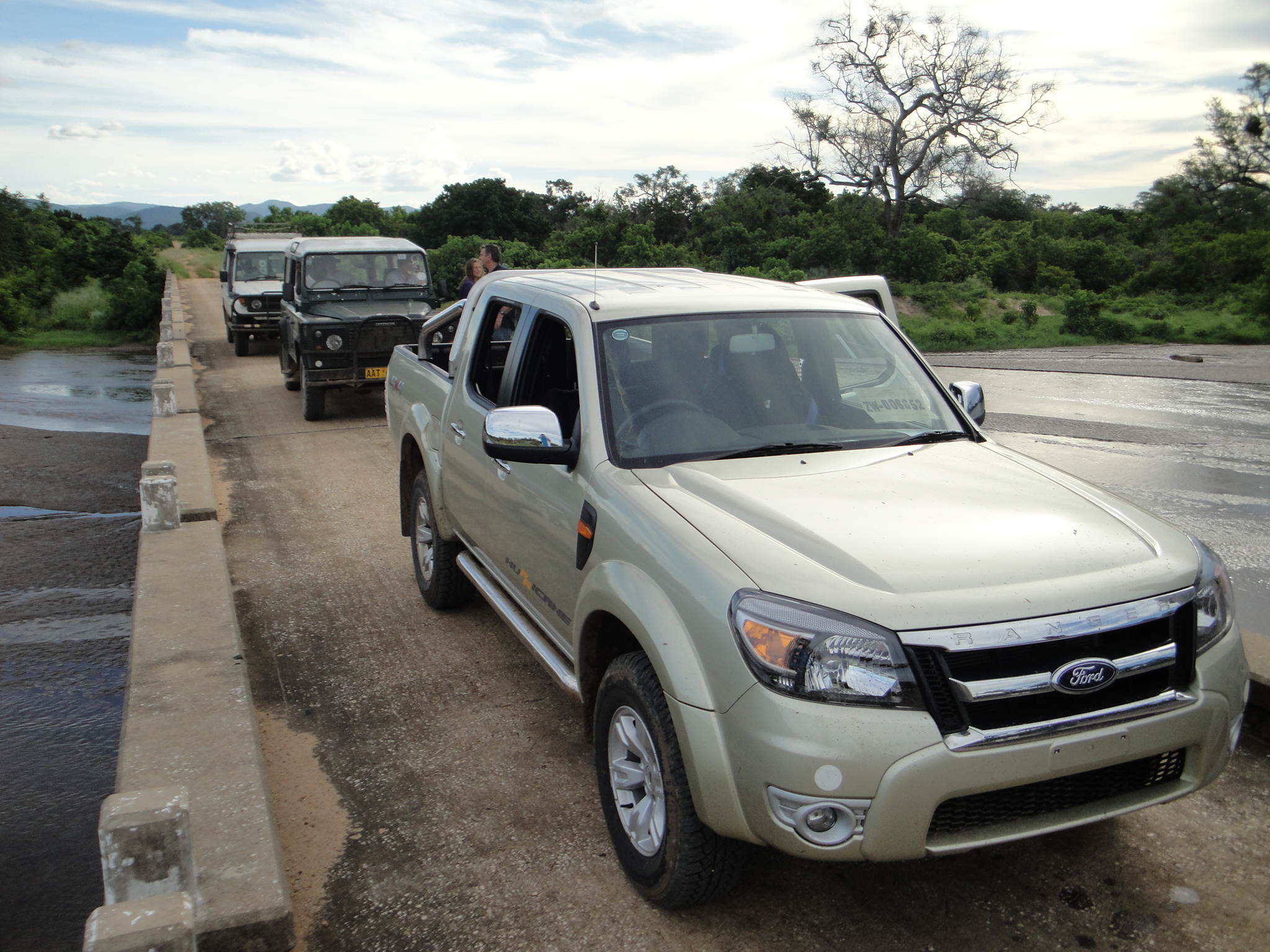
Cầu trên sông Rukomechi gần Nyakasikana Gate, Mana Pools
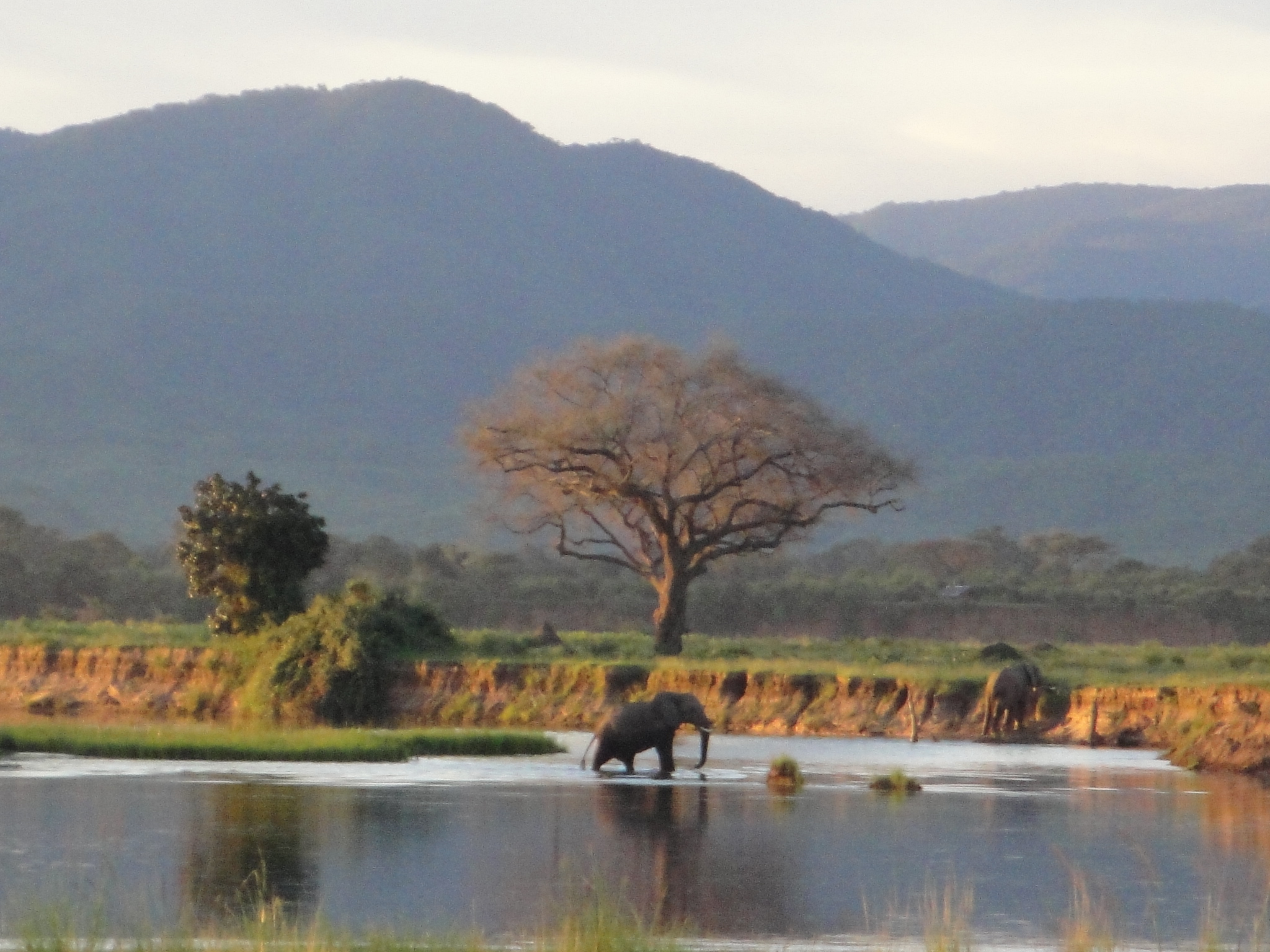
Sông Zambezi gần Mutsango Lodge, Mana Pools
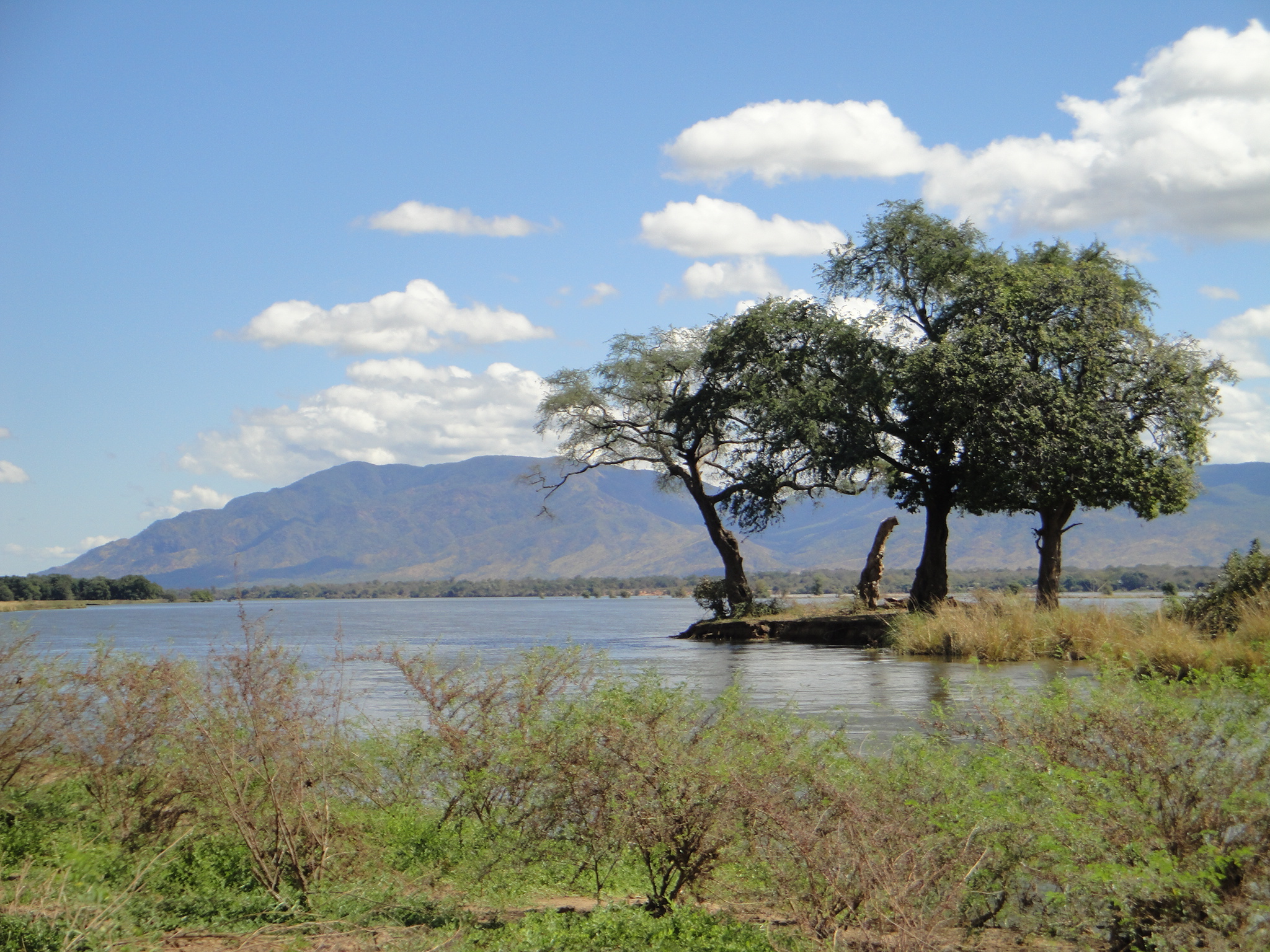
Sông Zambezi, Mana Pools
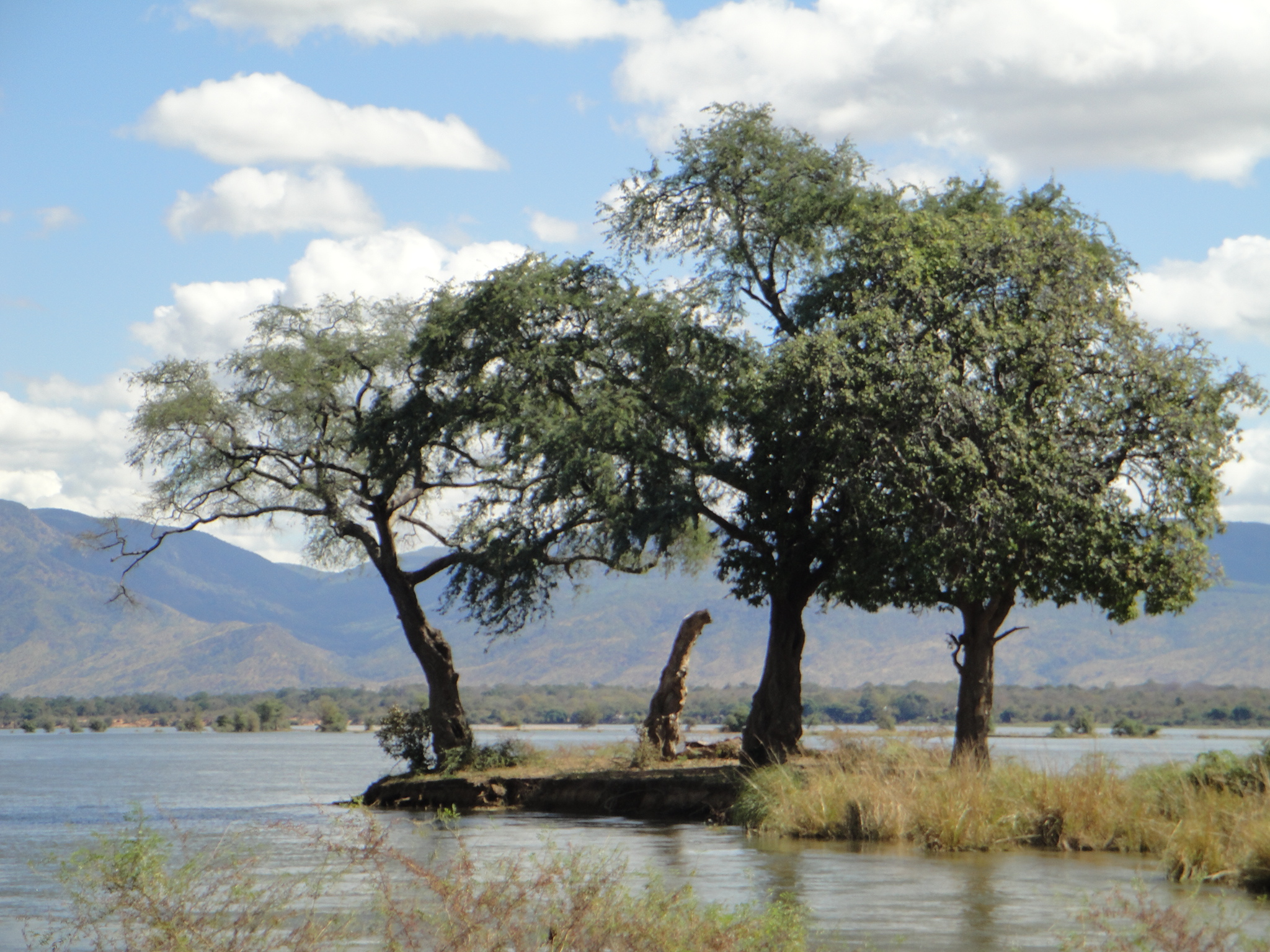
Đảo nhỏ trên sông Zambezi tại Mana Pools
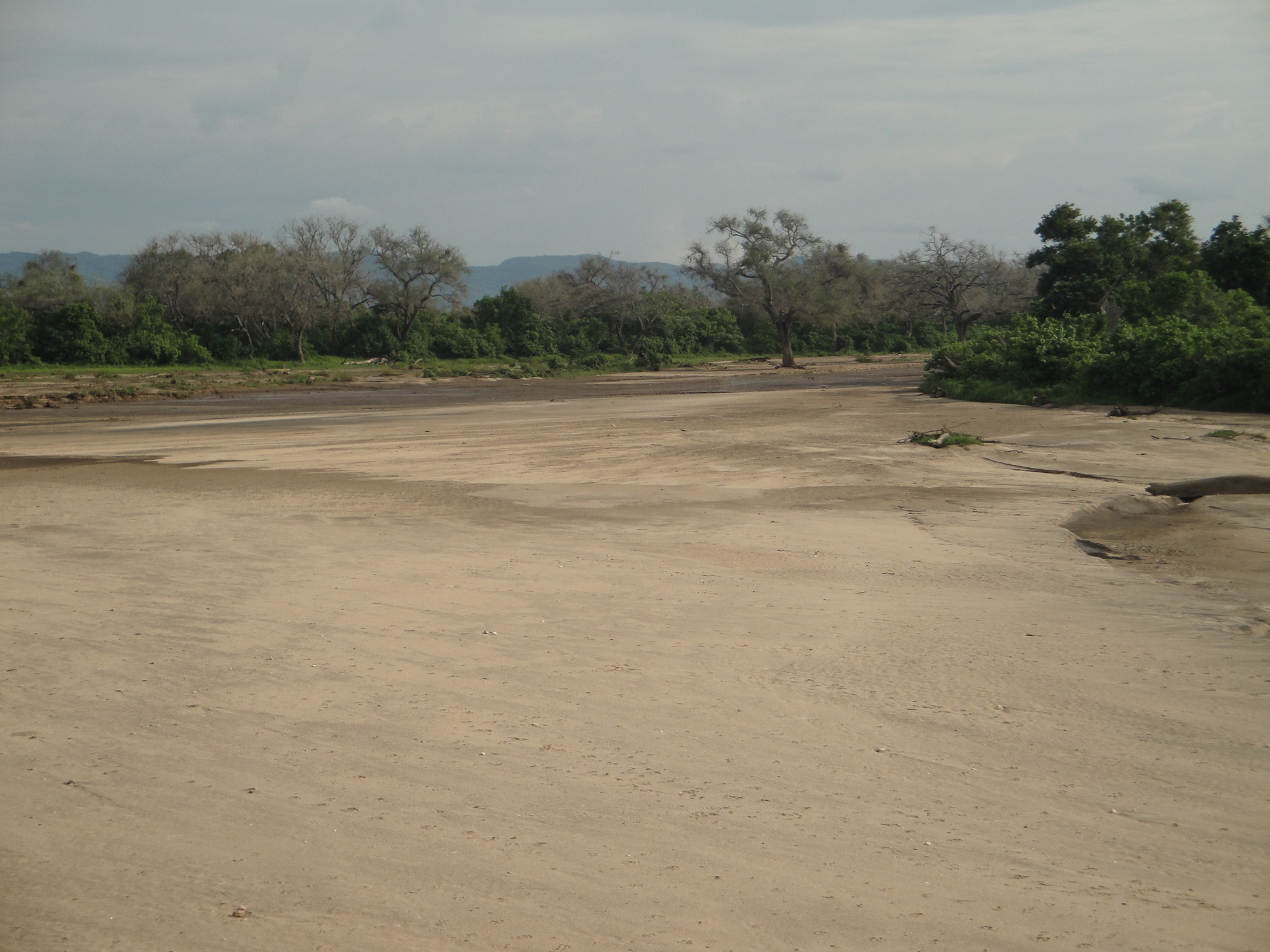
Sông Rukomechi từ Nyakasikana Bridge, Vườn quốc gia Mana Pools